# Phaedranassa glauciflora
Phaedranassa glauciflora är en amaryllisväxtart som beskrevs av Alan W. Meerow. Phaedranassa glauciflora ingår i släktet Phaedranassa och familjen amaryllisväxter. Inga underarter finns listade i Catalogue of Life.